# Gail Laughlin
Gail Laughlin, née Abbie Hill Laughlin le 7 mai 1868 à Robbinston dans l'État du Maine et morte le 13 mars 1952 à Portland dans le même État, est une avocate, suffragette, consultante et femme politique américaine.
Membre de la National American Woman Suffrage Association, elle a également été vice-présidente du National Woman's Party ainsi que cofondatrice et première présidente du National Federation of Business and Professional Women's Clubs. Elle est inscrite au Panthéon des femmes de l'État du Maine à titre posthume en 1991.
Première avocate de l'État du Maine, elle est une militante active de la promotion du droit de vote des femmes aux États-Unis parcourant plusieurs États et villes de l'Ouest des États-Unis. Ses activités professionnelles et militantes la conduisent notamment au Colorado et en Californie. Après l'adoption du 19e amendement de la Constitution des États-Unis donnant le droit de vote aux femmes au niveau fédéral, elle retourne dans le Maine où elle poursuit une carrière politique pour son État natal. Elle a plusieurs réalisations législatives à son actif améliorant la condition des femmes.

## Vie privée
Elle n'a qu'un seul frère qui parvient à atteindre l'âge adulte, Frederick Laughlin. Celui-ci s'implique dans les combats de sa sœur notamment durant ses études puis à son retour dans le Maine à partir des années 1920, ouvrant un cabinet d'avocats avec elle à Portland.
À Denver, Gail Laughlin fait la rencontre de la Dr. Mary Austin Sperry et 1903 et vit avec elle de leur rencontre jusqu'à la mort de Sperry en 1919 de la grippe espagnole. Elle est la légataire testamentaire de Sperry — entrainant un conflit légal avec sa mère — et conserve ses cendres funéraires jusqu'à la fin de sa vie. Elle est enterrée avec elle au Brooklawn Memorial Park de Portland,,,,.